# Rudolf Flex

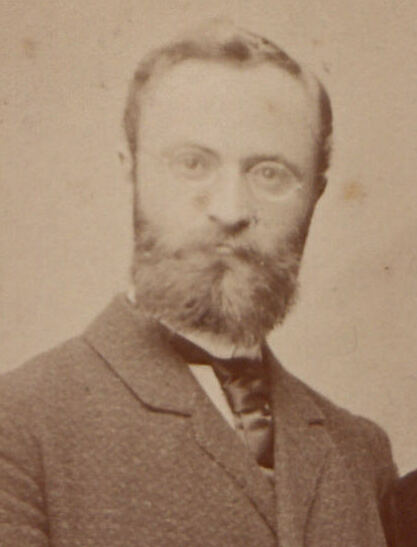
Rudolf Flex (1883)

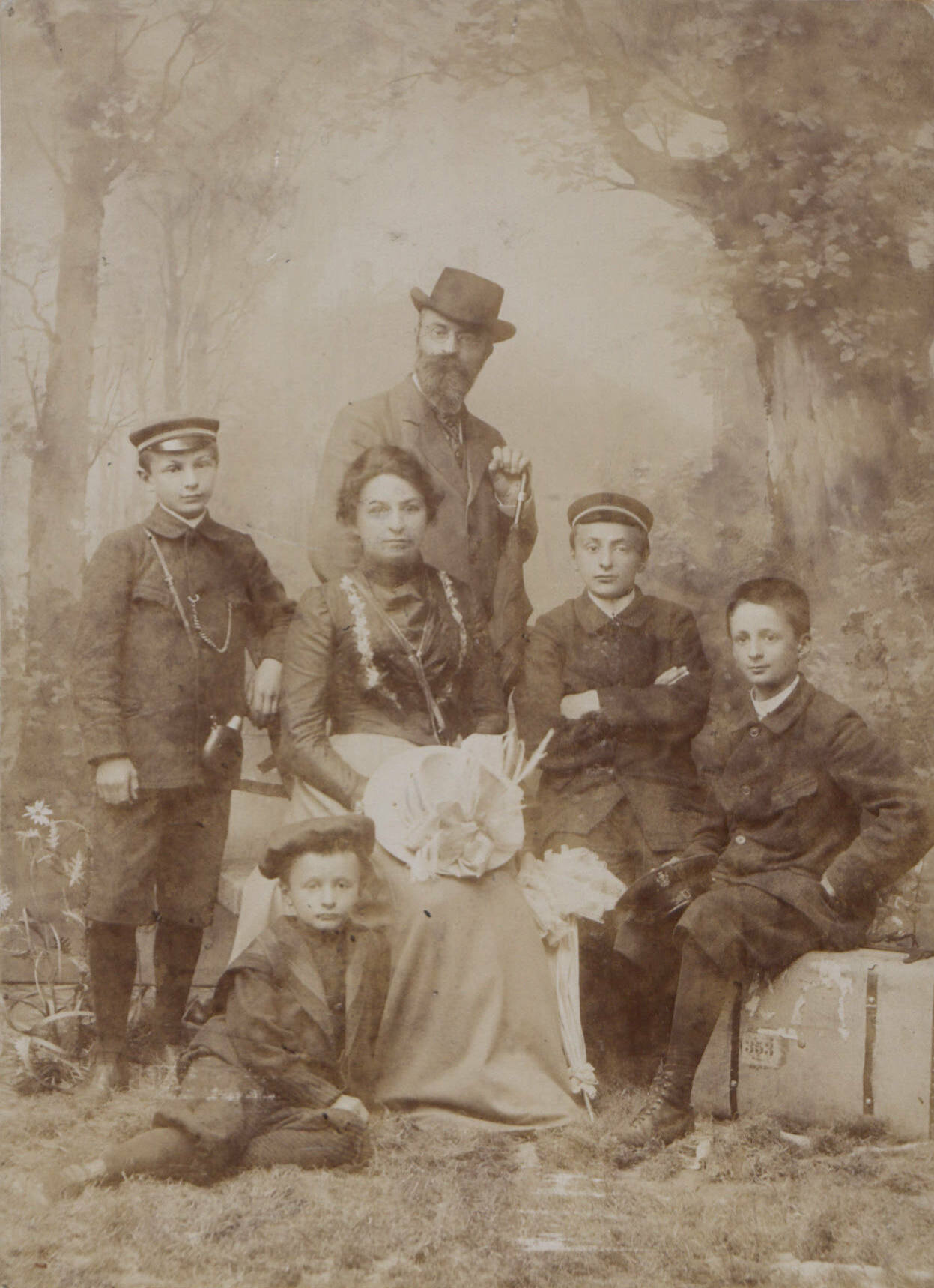
Rudolf Flex mit seiner Ehefrau Margarete sowie den vier Söhnen, undatierte Fotografie

Rudolf Flex (* 12. November 1855 in Jena; † 22. Juli 1918 in Eisenach) war ein deutscher Schriftsteller und Lyriker.

## Leben
Der Sohn des Lehrers Gottlieb Flex in Jena und der Clothilde Luise Rothe aus Königshain besuchte das Gymnasium in Weimar. Er studierte Klassische Philologie und Sprachwissenschaft in Jena und Berlin. Während seines Studiums wurde er 1874 Mitglied der Burschenschaft Arminia auf dem Burgkeller. 1879 wurde er in Jena zum Dr. phil. promoviert.
Nach seinem Studium war er als Hauslehrer in Ilberstedt tätig. Nach bestandener Oberlehrerprüfung 1882 in Jena unterrichtete Flex am Karl-Friedrich-Gymnasium in Eisenach (vorzugsweise alte Sprachen), 1882 als Probekandidat, 1883 als provisorischer und ordentlicher Lehrer, und ab 1899 als Professor. 
1885 ehelichte er die Kaufmannstochter Margarete Pollack (1862–1919). Das Paar hatte vier Söhne, Konrad (1886–1966), Walter (1887–1917), Martin (1889–1919) und Otto (1894–1914). Walter Flex trat als Schriftsteller und Lyriker in Erscheinung. Er und sein Bruder Otto fielen im Ersten Weltkrieg, Martin Flex starb kurz nach Kriegsende infolge einer während des Krieges zugezogener Erkrankung.
Von Bismarcks Politik begeistert, wurde er Mitglied in verschiedene vaterländischen Vereinen u. a.: Nationalliberaler Reichsverein, Nationalliberale Partei (zweimal vergebliche Kandidatur bei Reichstagswahlen) und Reichsverband gegen die Sozialdemokratie. Er war Mitglied, 1903 Vorsitzender und später Ehrenvorsitzender des Eisenacher Volksbildungsvereins. Er setzte sich für die Errichtung der Bismarcksäule und des Carl-Alexander-Denkmals in Eisenach ein. Flex war Mitgründer der Literarischen Gesellschaft und gehörte viele Jahre dem städtischen Theaterausschuss an. Gemeinsam mit neun anderen Burschenschaftern gründete er den Burschenschaftsdenkmal-Verein; bei der Grundsteinlegung des Denkmals hielt er 1897 die Gedenkrede.
Er verfasste Gedichte und poetische Vorsprüche zu patriotischen Feiern.

## Schriften (Auswahl)
- Die älteste Monatseintheilung der Römer. Jena 1880 (zugleich Dissertation, Jena 1880, Digitalisat im Internet Archive).
- Beiträge zur Erforschung der Eisenacher Mundart. Eisenach 1893. (Digitalisat: urn:nbn:de:hbz:061:1-164234)
- Heimat und Vaterland. Gedichte. Eisenach 1910, OCLC 7370529.
- Bismarck-Gedichte. Eisenach 1915, OCLC 804941350.